# Биела (лунный кратер)
Кратер Биела (лат. Biela), не путать с кратером Бела (лат. Béla), — ударный кратер в гористой материковой юго-восточной части видимой стороны Луны. Название дано в честь австрийско-немецкого астронома-любителя Вильгельма фон Биела (1782—1856) и утверждено Международным астрономическим союзом в 1935 г. Образование кратера относится к нектарскому периоду.

## Описание кратера
Ближайшими соседями кратера являются кратер Розенбергер на западе; кратеры Уатт и Штейнхейль на севере-северо-западе и кратер Хагек на юге-юго-западе. Селенографические координаты центра кратера — 54°59′ ю. ш. 51°38′ в. д. / 54,99° ю. ш. 51,63° в. д., диаметр — 77 км, глубина — 5,55 км.
Вал кратера имеет полигональную форму, значительно разрушен. Северо-восточная часть вала перекрыта сателлитным кратером Биела C (см.ниже), западная-юго-западная — сателлитным кратером Биела W, к юго-западной части примыкает сателлитный кратер Биела B, частично заполненный породами, выброшенными при образовании кратера Биела. Высота вала над окружающей местностью составляет около 1300 м, объем кратера приблизительно 5000 км³. Дно чаши кратера плоское, не затронутое мелкими кратерами. В чаше кратера имеется центральный пик высотой 1090 м.

## Сателлитные кратеры
| Биела | Координаты                                            | Диаметр, км |
| ----- | ----------------------------------------------------- | ----------- |
| A     | 52°56′ ю. ш. 53°23′ в. д. / 52,94° ю. ш. 53,39° в. д. | 26,1        |
| B     | 56°43′ ю. ш. 50°02′ в. д. / 56,72° ю. ш. 50,03° в. д. | 44,5        |
| C     | 54°17′ ю. ш. 53°30′ в. д. / 54,28° ю. ш. 53,50° в. д. | 26,9        |
| D     | 55°53′ ю. ш. 56°25′ в. д. / 55,89° ю. ш. 56,41° в. д. | 16,0        |
| E     | 56°37′ ю. ш. 56°35′ в. д. / 56,61° ю. ш. 56,58° в. д. | 8,6         |
| F     | 56°31′ ю. ш. 54°51′ в. д. / 56,52° ю. ш. 54,85° в. д. | 9,4         |
| G     | 56°23′ ю. ш. 54°05′ в. д. / 56,38° ю. ш. 54,09° в. д. | 10,1        |
| H     | 58°01′ ю. ш. 54°24′ в. д. / 58,02° ю. ш. 54,40° в. д. | 8,0         |
| J     | 57°04′ ю. ш. 52°53′ в. д. / 57,07° ю. ш. 52,89° в. д. | 13,9        |
| T     | 53°55′ ю. ш. 49°55′ в. д. / 53,92° ю. ш. 49,92° в. д. | 6,5         |
| U     | 53°40′ ю. ш. 49°19′ в. д. / 53,66° ю. ш. 49,31° в. д. | 16,4        |
| V     | 53°44′ ю. ш. 48°27′ в. д. / 53,73° ю. ш. 48,45° в. д. | 6,4         |
| W     | 55°19′ ю. ш. 49°52′ в. д. / 55,31° ю. ш. 49,87° в. д. | 18,2        |
| Y     | 54°58′ ю. ш. 58°01′ в. д. / 54,97° ю. ш. 58,01° в. д. | 15,7        |
| Z     | 53°54′ ю. ш. 57°00′ в. д. / 53,90° ю. ш. 57,00° в. д. | 50,6        |

- Образование сателлитного кратера Биела B относится к нектарскому периоду[1].